# Clara van den Broek
Clara van den Broek is een Vlaamse actrice. 
Van den Broek studeerde Romaanse Talen aan de Katholieke Universiteit Leuven aangevuld met Culturele Studies en filosofie. Daarna trok ze naar het Herman Teirlinck Instituut alwaar ze in 2000 afstudeerde in de toneelklas van Dora van der Groen. Samen met haar klasgenoten richtte ze het theatercollectief SKaGeN, waar ze tot op heden nog steeds actief is. Daarnaast speelde ze bij verscheidene gezelschappen als De Tijd, De Koe en Cinderella. Ook was ze actief als dansrecensente bij De Morgen en maakte ze deel uit van de redactie van het podiumtijdschrift ETCETERA. Aan de dramaopleiding van het Koninklijk Conservatorium Antwerpen geeft ze acteertheorie.
In 2006 debuteerde ze met de roman Aarde bij uitgeverij De Geus
- Digitale Bibliotheek voor de Nederlandse Letteren: broe234
- Gemeinsame Normdatei: 173883354
- International Standard Name Identifier: 0000 0003 6958 9354
- Library of Congress Control Number: nr99020743
- Nederlandse Thesaurus van Auteursnamen: 217856284
- Virtual International Authority File: 243657113
- WorldCat: E39PCjvfqBC7XdfbXYtpY7VFqP